# Siren Charms
| Оценки критиков  | Оценки критиков |
| Источник         | Оценка          |
| ---------------- | --------------- |
| About.com        | [ 1 ]           |
| Allmusic         | [ 2 ]           |
| Blabbermouth.net | 7/10            |
| Sputnikmusic     | [ 4 ]           |
| Ultimate Guitar  | 4.8/10          |

Siren Charms — одиннадцатый альбом шведской метал-группы In Flames. Альбом был выпущен 5 сентября и 9 сентября в Соединённых Штатах на лейбле Sony Music Entertainment.
Восьмая композиция «Rusted Nail» стала главным синглом, который был выпущен 13 июня 2014 года. Обложка альбома была нарисована Блэйком Армстронгом, автором «Space Boy Comics». Вскоре после выхода этого сингла выходит «Through Oblivion». 9 сентября 2014 года группа выпустила клип на композицию «Everything's Gone». Альбом знаменует собой значительный отход от предыдущего звучания, вместо более широкого использования чистого вокала и имеет более поп/альтернативный стиль «рок», одновременно используя некоторое умеренное мелодичное звучание от их предыдущего альбома.
Альбом был негативно принят значительной частью фанатов, которые отмечали упадок творчества In Flames, значительный отход от стиля их ранних работ, поп-звучание и коммерциализацию. Несмотря на это, он достиг вершины чарта шведских альбомов (Sverigetopplistan) и также занял первое место в американском чарте Top Hard Rock Albums.
"When The World Explodes" стала пятой песней In Flames с присутствием приглашённого женского вокала (другими были «Everlost pt. 2» из Lunar Strain, «Whoracle» из Whoracle, «Metaphor» из Reroute to Remain и Dead End из Come Clarity), в этот раз исполненный шведской певицей Эмилией Фэлдт.
Это первый альбом, в котором принимал участие гитарист Никлас Энгелин (гитары предыдущего альбома, несмотря на то, что на момент его выхода Энгелин уже был в группе, были целиком записаны Бьорном Геллоте) и последний альбом, записанный вместе с барабанщиком Даниэлем Свенсоном, покинувшим группу в ноябре 2015 года.

## Список композиций
| №                   | Название                                       | Длительность |
| ------------------- | ---------------------------------------------- | ------------ |
| 1.                  | «In Plain View»                                | 4:05         |
| 2.                  | «Everything's Gone»                            | 3:24         |
| 3.                  | «Paralyzed»                                    | 4:15         |
| 4.                  | «Through Oblivion»                             | 3:37         |
| 5.                  | «With Eyes Wide Open»                          | 3:58         |
| 6.                  | «Siren Charms»                                 | 3:05         |
| 7.                  | «When the World Explodes» (feat. Emilia Feldt) | 4:39         |
| 8.                  | «Rusted Nail»                                  | 4:55         |
| 9.                  | «Dead Eyes»                                    | 5:23         |
| 10.                 | «Monsters in the Ballroom»                     | 3:53         |
| 11.                 | «Filtered Truth»                               | 3:31         |
| Общая длительность: | Общая длительность:                            | 44:43        |

| №   | Название         | Длительность |
| --- | ---------------- | ------------ |
| 12. | «Become the Sky» | 4:01         |

| №   | Название    | Длительность |
| --- | ----------- | ------------ |
| 12. | «The Chase» | 4:57         |

## Чарты
| Чарт (2014)                          | Позиция |
| ------------------------------------ | ------- |
| Австралия (ARIA)                     | 33      |
| Австрия (Ö3 Austria)                 | 7       |
| Бельгия/Фландрия (Ultratop)          | 62      |
| Бельгия/Валлония (Ultratop)          | 68      |
| Канада (Canadian Albums Chart)       | 12      |
| Дания (Hitlisten)                    | 28      |
| Финляндия (Suomen virallinen lista)  | 1       |
| Франция (SNEP)                       | 87      |
| Германия (Media Control)             | 7       |
| Japanese Albums (Oricon)             | 23      |
| Норвегия (VG-lista)                  | 6       |
| Шотландия (Scottish Albums Chart)    | 38      |
| Испания (PROMUSICAE)                 | 60      |
| Швеция (Sverigetopplistan)           | 1       |
| Швейцария (Schweizer Hitparade)      | 9       |
| Великобритания (UK Albums Chart)     | 52      |
| UK Rock & Metal Albums (OCC)         | 4       |
| США (Billboard 200)                  | 26      |
| США (Billboard Independent Albums)   | 6       |
| США (Billboard Top Hard Rock Albums) | 1       |
| США (Billboard Top Rock Albums)      | 6       |